# Дельта Лени
72°57′53″ пн. ш. 126°11′07″ сх. д. / 72.964753° пн. ш. 126.185302° сх. д.
Дельта Лени — одна з найбільших річкових дельт у Світі загальною площею 45 тис. км². Починається приблизно за 150 км від моря Лаптєвих. Біля її початку височіє острів Стовп — останець , відмитий водою від одного з відрогів Хараулахського хребта. Незліченні острова, острівці, протоки і озера, низькі, затоплювані під час розливу, безперестанку міняють обриси. Тільки три головні гирла доходять, не перериваючись, до моря: найзахідніше — Оленьокське, середнє — Трофимовське і східне — Биковське. Всі вони судноплавні, але найбільше значення має Биковське завдовжки 130 км, по якому судна підходять до бухти Тіксі, на березі якої знаходяться морські ворота Якутії — порт Тіксі. У дельті знаходяться Усть-Ленський заповідник і найбільший російський резерват Лена-Дельта площею 60 тис. км². У заповіднику живе величезна кількість водоплавних птахів, гусей, лебедів, качок, гагар, чайок тощо.
У північній частині дельти знаходяться острови Дунай.
Вперше описана і нанесена на карту Ленсько-Єнісейським загоном Великої Північної Експедиції під командуванням Василя Прончищева у серпні 1735.

## Ресурси Інтернету
- [Архівовано 10 липня 2015 у Wayback Machine.] Дельта річки Лена в проекті «Водно-болотні угіддя Росії»(рос.)